# August Mentz
August Mentz, född den 5 december 1867 i Gilleleje, död den 5 november 1944 i Köpenhamn, var en dansk botaniker. Auktorsnamnet Mentz kan användas för August Mentz i samband med ett vetenskapligt namn inom botaniken; se Wikipediaartiklar som länkar till auktorsnamnet.
Mentz blev student 1887, magisterkonferens i botanik 1894 och Dr. phil. 1912 (Studier over danske Mosers recente Vegetation). Åren 1889—99 var han lärare i naturhistoria i Köpenhamn. I augusti 1899 anställdes han som botaniker vid Hedeselskabet och 1911 blev han ledare av detta sällskaps mossindustriella avdelning. År 1923 utnämndes han till professor i botanik vid Landbohøjskolen. År 1893 tilldelades Mentz universitets guldmedalj för ett arbete över vegetationen på ljungbevuxna arealer i Danmark. Hans rent botaniska publikationer behandlade huvudsakligen närliggande ämnen som moss- och lavvegetationen på hedarna, hedväxternas ekologi med mera (en rad uppsatser, mest i Botanisk Tidsskrift). Han skildrade vegetationsförhållandena vid Ringkøbing Fjord (i Rambusch, Ringkøbing Fjord, 1900). Mentz var sin tids främste kännare av växtligheten på hedar, mossar och lågt liggande gräsklädda arealer i Danmark och av de förhållanden, som betingar växtlighetens natur på dylika platser och dess användning i lantbruket, och gav under årens lopp en lång rad beskrivningar av växtligheten på mossar och ängar, alla skrivna utifrån ekonomisk-botansika synpunkter. Många av beskrivningarna publicerades i Hedeselskabets tidskrift, andra i kommissionsbetänkanden. Av mer populära framställningar utgav Danske Græsser (1902) och tillsammans med Carl Hansen Ostenfeld Billeder af Nordens Flora, I—III (1901—07; ny upplaga 1917—23) och Planteverdenen i Menneskets Tjeneste (i Frem, 1906). Som medlem av "Udvalget for Naturfredning" författade han (1909) en skrift, Naturfredning, særlig i Danmark.

## Utmärkelser
- Riddare av Dannebrogorden,  1928[2]
- Dannebrogsmännens hederstecken,  1938[2]

[Redigera Wikidata]